# Ренан Бріто Соарес
Ренан Бріто Соарес (порт. Renan Brito Soares; 24 січня 1985, Віаман), відоміший як Ренан — бразильський футболіст, воротар клубу «Бенту-Гонсалвіс».

## Життєпис
Вихованець клубу «Інтернасьйонал». У дорослій команді цього клубу дебютував 3 квітня 2005 року в матчі чемпіонату штату Ріу-Гранді-ду-Сул проти клубу «Жувентуде» (1:0 на користь «Інтера»). Коли був гравцем «Інтернасьйонала», боровся за місце в основі з Клемером. У складі клубу здобув багато трофеїв.
13 серпня 2008 року він перейшов до іспанського клубу «Валенсія». Дебютував за «Валенсію» в матчі проти «Мальорки», що завершився перемогою 3:0. У сезоні 2008/09 грав досить регулярно. 27 липня 2009 року його віддали в оренду до «Хереса».
Був основним воротарем збірної на пекінській Олімпіаді, провів усі матчі турніру і здобув бронзову медаль. Однак за дорослу збірну Бразилії поки так і не зіграв.
2010 року повернувся до Інтера на півфінальної стадії Кубка Лібертадорес, зіграв у всіх 4 матчах турніру і допоміг своїй команді вдруге в історії виграти почесний трофей.

## Досягнення
«Інтернасьйонал»
- Чемпіон Ліги Гаушу (3): 2005, 2008, 2011
- Володар Кубка Лібертадорес (2): 2006, 2010
- Переможець Клубного чемпіонату світу ФІФА: 2006
- Володар Південноамериканської Рекопи: 2007, 2011

олімпійська збірна Бразилії
- Бронзовий олімпійський призер: 2008